# Hartree-Fock-methode
Hartree-Fock is een van de meest eenvoudige benaderingsmethoden uit de kwantumchemie, om ab initio berekeningen uit te voeren over atomen en moleculen. Het is een benaderingsmethode van de golffunctie en energie in de grondtoestand van een meerdeeltjesprobleem binnen de kwantummechanica. Deze methode wordt veel gebruikt bij kwantummechanische benaderingen bij berekeningen aan bijvoorbeeld moleculen in de computationele natuurkunde en scheikunde, omdat de exacte golffunctie voor alle situaties die meer dan twee deeltjes bevatten niet exact oplosbaar is en dus een benadering vergt.
Het doel van de Hartree-Fock-methode is dus om een zo eenvoudig mogelijke antisymmetrische, variationeel geoptimaliseerde golffunctie te verkrijgen, die een benadering voor de echte golffunctie vormt.

## Principe
De methode gaat ervan uit, dat de exacte golffunctie van het N-deeltjesprobleem in de grondtoestand kan worden benaderd door één enkele Slaterdeterminant (als het om fermionen gaat) of door een permanente (ingeval het bosonen betreft) van N spinorbitalen. Dit is een vereenvoudiging van de werkelijkheid. Door het toepassen van het variatieprincipe kan een set van N-gekoppelde vergelijkingen worden afgeleid voor de N spinorbitalen. Deze kunnen de Hartree-Fock golffunctie en energie opleveren, welke benaderingen zijn van de exacte golffunctie en -energie. Afhankelijk van de benodigde nauwkeurigheid, wordt deze vervolgens direct als oplossing genomen of gebruikt als beginpunt voor verdere post-Hartree-Fock berekeningen.

### Afleiding van de energie
De enkele Slaterdeterminant kan worden voorgesteld als
{\displaystyle \Phi _{0}={\frac {1}{\sqrt {N!}}}{\begin{vmatrix}\chi _{1}(x_{1})&\cdots &\chi _{N}(x_{1})\\\vdots &\ddots &\vdots \\\chi _{1}(x_{N})&\cdots &\chi _{N}(x_{N})\end{vmatrix}}}
Hierbij vormen alle spinorbitalen χ een orthonormale set. Belangrijk is dat deze Slaterdeterminant, die in wezen een anti-symmetrische golffunctie is, geen eigenfunctie is van de Hamiltoniaan. De reden hiervoor is dat de golffunctie te eenvoudig is, omdat deze slechts een fractie vormt van alle mogelijke Slaterdeterminanten voor het N-deeltjesprobleem.
De verwachtingswaarde van de energie voor deze golffunctie wordt, wegens postulaat 4 van de kwantummechanica, gegeven door
{\displaystyle \langle E\rangle =\langle \Phi _{0}|{\hat {H}}|\Phi _{0}\rangle }
De uitdrukking voor de Hamiltoniaan is de volgende (in atomaire eenheden):
{\displaystyle {\hat {H}}=-{\frac {1}{2}}\sum _{i=1}^{N}{\hat {\nabla }}_{i}^{2}-\sum _{i}^{N}\sum _{A}^{P}{\frac {Z}{|r_{i}-R_{A}|}}+\sum _{i}^{N}\sum _{j>i}^{N}{\frac {1}{|r_{i}-r_{j}|}}}
Deze bestaat uit drie termen: de kinetische energieterm, de term die de aantrekking tussen de elektronen en de kern beschrijft (de potentiële energieterm) en een term die de afstoting tussen elektronen onderling omvat (de Coulombterm). Deze uitdrukking wordt vaak herschreven tot
{\displaystyle {\hat {H}}=\sum _{i=1}^{N}{\hat {h}}(i)+\sum _{i}^{N}\sum _{j>i}^{N}{\frac {1}{|r_{i}-r_{j}|}}}
Daarin stelt {\displaystyle {\hat {h}}(i)} de één-elektronterm voor, waarin de kinetische en potentiële energieterm vervat zitten. Indien deze uitdrukking wordt gesubstitueerd in de uitdrukking voor de verwachtingswaarde van de Slaterdeterminant, dan wordt volgende betrekking verkregen:
{\displaystyle {\begin{aligned}\langle E\rangle &=\langle \Phi _{0}|\sum _{i=1}^{N}{\hat {h}}(i)+\sum _{i}^{N}\sum _{j>i}^{N}{\frac {1}{|r_{i}-r_{j}|}}|\Phi _{0}\rangle \\&=\langle \Phi _{0}|\sum _{i=1}^{N}{\hat {h}}(i)|\Phi _{0}\rangle +\langle \Phi _{0}|\sum _{i}^{N}\sum _{j>i}^{N}{\frac {1}{|r_{i}-r_{j}|}}|\Phi _{0}\rangle \\\end{aligned}}}
Het uitwerken van deze betrekking met de waarde voor de Slaterdeterminant levert uiteindelijk de uitdrukking voor de energiewaarde op:
{\displaystyle E=\sum _{i=1}^{N}\langle \chi _{i}|{\hat {h}}(1)|\chi _{i}\rangle +{\frac {1}{2}}\sum _{i,j}^{N}\left(\left[\chi _{i}\chi _{i}|\chi _{j}\chi _{j}\right]-\left[\chi _{i}\chi _{j}|\chi _{j}\chi _{i}\right]\right)}
waarin
{\displaystyle \left[\chi _{i}\chi _{i}|\chi _{j}\chi _{j}\right]=\int \chi _{i}^{*}(1)\chi _{i}(1){\frac {1}{|r_{1}-r_{2}|}}\chi _{j}^{*}(2)\chi _{j}(2){\rm {d}}x_{1}{\rm {d}}x_{2}}
en
{\displaystyle \left[\chi _{i}\chi _{j}|\chi _{j}\chi _{i}\right]=\int \chi _{i}^{*}(1)\chi _{j}(1){\frac {1}{|r_{1}-r_{2}|}}\chi _{j}^{*}(2)\chi _{i}(2){\rm {d}}x_{1}{\rm {d}}x_{2}}
Deze integralen worden de twee-elektronintegralen genoemd, respectievelijk de Coulomb integraal en de exchange integraal.

### Optimalisatie van de energie
De energie is een functie van golffuncties (spinorbitalen); dit wordt een functionaal genoemd. De waarde moet nu echter nog worden geoptimaliseerd met behulp van de variatiemethode, zodat een zo laag mogelijk bovengrens voor de energie wordt verkregen. De beste spinorbitalen (de zogenaamde Hartree-Fock-vergelijkingen) zijn deze met de laagste energie εi in de eigenwaardevergelijking
{\displaystyle {\hat {f}}_{1}(1)\chi _{i}(1)=\epsilon _{i}\chi _{i}(1)}
Hierbij stelt de operator f1 de Fock-operator voor, die wordt gegeven door
{\displaystyle {\hat {f}}_{1}(1)={\hat {h}}(1)+\sum _{j}\left({\hat {J}}_{j}-{\hat {K}}_{j}\right)}
Hierin stellen J en K respectievelijk de Coulomb- en de exchange-operator voor. Zij worden gegeven door
{\displaystyle {\hat {J}}_{j}=\int \chi _{j}^{*}(x_{n}){\frac {1}{|r_{1}-r_{2}|}}\chi _{j}(x_{n}){\rm {d}}x_{n}}
en
{\displaystyle {\hat {K}}_{j}=\int \chi _{j}^{*}(x_{n}){\frac {1}{|r_{1}-r_{2}|}}\chi _{i}(x_{n}){\rm {d}}x_{n}}